# 4086 Podalirius
A 4086 Podalirius (ideiglenes jelöléssel 1985 VK2) egy kisbolygó a Naprendszerben. Ljudmilla Vasziljevna Zsuravljova fedezte fel 1985. november 9-én.